# Hugo Karl August Bacmeister
Hugo Karl August Bacmeister (* 4. März 1862 in Herford; † 18. März 1937 in Hannover) war ein preußischer Generalmajor im Ersten Weltkrieg.

## Leben
Der Sohn des preußischen Oberstleutnants Lucas Heinrich Bacmeister (1820–1884) und dessen Ehefrau Luise, geborene Poggenpohl (1826–1885), in vierter Generation abstammend von Eberhard Bacmeister, dem Stammvater der Ostfriesischen Linie der Familie Bacmeister, besuchte die Kadettenanstalt in Bensberg und die Preußische Hauptkadettenanstalt in Groß-Lichterfelde bei Berlin. Anschließend trat er, wie schon zuvor seine älteren Brüder Ernst (1853–1938) und Felix August (1861–1919), im Jahre 1882 dem 5. Westfälischen Infanterie-Regiment Nr. 53 bei. Recht bald stieg er an den Standorten in Aachen und Köln zum Bataillons- und Regimentsadjutant auf und wurde 1896 zum Hauptmann und Kompaniechef dieses Regiments befördert.
Nach seiner Versetzung als Adjutant in die 30. Division in Straßburg wurde Bacmeister im Jahre 1904 zum Major befördert und mit der Aufstellung des Expeditionskorps für die Niederschlagung des Aufstandes der Herero und Nama in Deutsch-Südwestafrika betraut. Für diese Kampfvorbereitungen wurde Bacmeister mit der Südwestafrika-Denkmünze ausgezeichnet. Zwei Jahre später folgte seine Ernennung zum Bataillonskommandeur des 4. Hannoverschen Infanterie-Regiments Nr. 164 in Hameln. Nach einer Generalstabsausbildung wurde er im Jahre 1911 zum Oberstleutnant im Stab des Infanterie-Regiments „von Stülpnagel“ (5. Brandenburgisches) Nr. 48 in Küstrin befördert, dessen Führung er in Vertretung seines Kommandeurs bereits mehrere Male übernehmen musste.
Nachdem Bacmeister im Jahre 1913 zum Oberst befördert und zum Kommandeur des Infanterie-Regiments „Keith“ (1. Oberschlesisches) Nr. 22 in Gleiwitz ernannt worden war, musste er wenige Monate später mit seinem Regiment in das Kriegsgeschehen des Ersten Weltkrieges eintreten. Sein Regiment wurde an die Westfront beordert und dem VI. Reserve-Korps der 5. Armee unterstellt. Bei der Schlacht bei Longwy im August 1914 wurde Bacmeister zwar verwundet, konnte aber bald wieder nach einem kurzen Genesungsaufenthalt in Luxemburg an der Argonnen-Offensive der 11. Reserve-Division teilnehmen. Zu Weihnachten 1914 erhielt er die Führung der 67. Infanterie-Brigade der 33. Division und ein halbes Jahr später die der 43. Reserve-Brigade der 22. Reserve-Division. Als Kommandeur dieser Großverbände nahm er 1916 an den Schlachten um Verdun und an der Somme sowie ab Sommer 1917 an der Dritten Flandernschlacht teil.
Am 27. Januar 1917 wurde Bacmeister schließlich zum Generalmajor befördert und im August desselben Jahres mit der Führung der 48. Landwehr-Division betraut, die er im Mai 1918 mit der 7. Reserve-Division wechselte.  Im Jahr 1918 nahm er mit seiner Division noch an den Schlachten um Soissons und Reims teil, bevor man ihn im Juni des Jahres als Kommandeur des Rekruten-Depots der 9. Armee auf eine ruhigere Dienststelle versetzte. Nachdem diese Armee aufgelöst worden war, übernahm Bacmeister noch für kurze Zeit das Kommando der stellvertretenden 84. Infanterie-Brigade in Lahr, bevor man ihn mit der Pension eines Divisionskommandeurs verabschiedete.
Für seine militärischen Verdienste wurde Bacmeister mit insgesamt 13 Kriegsorden ausgezeichnet, unter anderem mit beiden Klassen des Eisernen Kreuzes. Nach dem Krieg verbrachte der unverheiratete Bacmeister seine restliche Lebenszeit in Hannover, wo er sich nun zusammen mit seinem Bruder, dem pensionierten Generalmajor Ernst August Max, verstärkt um die Belange des 1925 gegründeten Familienverbandes sorgte. Hugo Bacmeister verstarb nach einem Schlaganfall am 19. März 1937 und wurde auf dem Stadtfriedhof Stöcken beerdigt.